# Jeździectwo na Igrzyskach Azjatyckich 2014
Jeździectwo na Igrzyskach Azjatyckich 2014 odbywało się w dniach 20–30 września 2014 roku. Rywalizacja odbywała się w Dream Park Equestrian Venue w Incheon łącznie w sześciu konkurencjach, trzech indywidualnych i trzech drużynowych.

## Podsumowanie

### Klasyfikacja medalowa
| Klasyfikacja medalowa | Klasyfikacja medalowa | Klasyfikacja medalowa | Klasyfikacja medalowa | Klasyfikacja medalowa | Klasyfikacja medalowa |
| Miejsce               | państwo               | Złoto                 | Srebro                | Brąz                  | Razem                 |
| --------------------- | --------------------- | --------------------- | --------------------- | --------------------- | --------------------- |
| 1                     | Korea Południowa      | 4                     | 1                     | 1                     | 6                     |
| 2                     | Arabia Saudyjska      | 1                     | 1                     | 0                     | 2                     |
| 3                     | Katar                 | 1                     | 0                     | 0                     | 1                     |
| 4                     | Japonia               | 0                     | 3                     | 2                     | 5                     |
| 5                     | Chiny                 | 0                     | 1                     | 0                     | 1                     |
| 6                     | Chińskie Tajpej       | 0                     | 0                     | 1                     | 1                     |
| =                     | Hongkong              | 0                     | 0                     | 1                     | 1                     |
| =                     | Indonezja             | 0                     | 0                     | 1                     | 1                     |
| Razem                 | Razem                 | 6                     | 6                     | 6                     | 18                    |

### Medaliści
| Konkurencja              | 1. miejsce                                                                          | 2. miejsce                                                                                            | 3. miejsce                                                                       |
| ------------------------ | ----------------------------------------------------------------------------------- | --- | -------------------------------------------------------------------------------- |
| Ujeżdżenie indywidualnie | Hwang Young-shik                                                                    | Kim Dong-seon                                                                                         | Larasati Gading                                                                  |
| Ujeżdżenie drużynowe     | Korea Południowa · Kim Kyun-sub · Chung Yoo-yeon · Kim Dong-seon · Hwang Young-shik | Japonia · Mayumi Okunishi · Kazuki Sado · Tomoko Nakamura · Shingo Hayashi                            | Chińskie Tajpej · Wang Ko-wen · Chang Yu-chieh · Kuo Li-yu · Yeh Hsiu-hua        |
| WKKW indywidualnie       | Song Sang-wuk                                                                       | Alex Hua Tian                                                                                         | Bang Si-re                                                                       |
| WKKW drużynowe           | Korea Południowa · Cheon Jai-sik · Hong Won-jae · Bang Si-re · Song Sang-wuk        | Japonia · Tae Sato · Takanori Kusunoki · Ryuzo Kitajima · Toshiyuki Tanaka                            | Hongkong · Thomas Heffernan Ho · Nicole Fardel · Annie Ho                        |
| Skoki indywidualnie      | Abdullah Al-Sharbatly                                                               | Satoshi Hirao                                                                                         | Taizo Sugitani                                                                   |
| Skoki drużynowe          | Katar · Nasser Al-Ghazali · Ali Al-Thani · Khalid Al-Emadi · Basem Hasan Mohammed   | Arabia Saudyjska · Faisal Al-Shalan · Abdulrahman Al-Rajhi · Salman Al-Maqadi · Abdullah Al-Sharbatly | Japonia · Satoshi Hirao · Takashi Utsunomiya · Tadahiro Hayashi · Taizo Sugitani |